# Parotis atlitalis
Parotis atlitalis là một loài bướm đêm trong họ Crambidae.